# Takatsukasa Sukemasa
Takatsukasa Sukemasa est un nom japonais traditionnel ; le nom de famille (ou le nom d'école), Takatsukasa, précède donc le prénom (ou le nom d'artiste).
Takatsukasa Sukemasa (鷹司 輔政) (18 août 1849 - 11 septembre 1867), fils du régent Sukehiro, est un noble de cour japonais (Kugyō) de la fin du shogunat Tokugawa et du début de l'ère Meiji. Parmi ses consorts se trouve une fille de Hachisuka Narihiro, treizième daimyo du domaine de Tokushima. Il meurt en septembre 1867 à l'âge de dix-huit ans.